# Погановско ждрело
Погановското ждрело е изключително красив дълъг пролом - Дефиле на река Ерма в Западните покрайнини отвъд днешната граница със Сърбия.
Дефилето започва след село Звонци, където Ерма започва да си пробива път между планините Гребен от изток и Влашка от запад и свършва при село Власи, над Суково където Ерма навлиза в Пиротското поле. В ждрелото е разположен Погановският манастир. Пътят в дефилето се вие през тунелите по трасето и неговите огражденияна са релсите и траверси на демонтираната Трънска теснолинейка (мина Злата) 600 мм – строителството на която започва 1915 г. участъка от трасето с готовия 300 m тунел при ждрелото на Ерма след Ньойския договор остава незавършен, изградени са участък Драгоман-Ялботина (при въглищна мина Бели брег) 12 km (днес закрит и демонтиран), и участък Ракита, Звонци, Звонска Баня, Трънски Одоровци, Бобовище, Ерма, Погановски манастир, Власи, Комие, Горна Държина, Суково, Бело поле – общо 28 км. Миньорите наричат влака „Цира“. Към 1942 са направени още два по-малки тунела до с. Петачинци за свързване на участъците, но отново западните покрайнини са отнети. Участъкът Цира е закрит заедно с мината 1963 г. През 1981 г. трасето на последния е асфалтирано и преустроено в удобен път поради малките железопътни наклони.
Алеко Константинов в пътеписа си за Погановското ждрело и Погановския манастир, казва за него прословутата фраза описвайки красотите на България: „Какво Швейцария ли?“ След Ньойския договор Западните покрайнини са взети Сърбия до 1941 г., когато са върнати на България, но след 1944 с Парижкия договор от 1947 отново са откъснати.
- Пътя над Погановското ждрело
- Погановското ждрело
- Погановско ждрело при Погановския манастир
- Погановското ждрело